# Smolnica (województwo śląskie)
Smolnica (dodatkowa nazwa w j. niem. Smolnitz) – wieś sołecka w Polsce położona w województwie śląskim, w powiecie gliwickim, w gminie Sośnicowice.
W latach 1975–1998 miejscowość położona była w województwie katowickim.

## Informacje ogólne
Wieś sąsiaduje z dzielnicami Gliwic: Ostropa, Wilcze Gardło oraz z miejscowościami: Żernica, Nieborowice, Pilchowice, Leboszowice, Trachy, Sośnicowice.
We wsi znajduje się między innymi remiza Ochotniczej Straży Pożarnej, boisko do piłki nożnej, koszykówki, siatkówki oraz kilka małych stadnin koni.

## Nazwa
Według niemieckiego nauczyciela Heinricha Adamy’ego nazwa miejscowości pochodzi od polskiej nazwy "smoły" i wiąże ją z miejscem jej produkcji. W swoim dziele o nazwach miejscowych na Śląsku wydanym w 1888 roku we Wrocławiu jako najstarszą zanotowaną nazwę miejscowości wymienia on obecną polską nazwę w odmianie Smolnice podając jej znaczenie "Teerosenplatz" czyli po polsku "miejsce smoły". Niemcy zgermanizowali początkowo nazwę na Smolitz, a później na Smolnitz w wyniku czego utraciła ona swoje pierwotne znaczenie. Nazwa notowana była również w dokumentach spisanych po łacinie. W 1936 roku nazistowska administracja III Rzeszy ze względu na słowiańskie pochodzenie nazwy zmieniła ją na nową, całkowicie niemiecką Eichenkamp, która nie miała żadnego związku z poprzednią historyczną nazwą.
Nazwy wsi Smolnica na przestrzeni lat:
- Smolitz - około 1228 roku
- Smolitz - w 1295 w kronice łacińskiej Liber fundationis episcopatus Vratislaviensis (pol. Księga uposażeń biskupstwa wrocławskiego)[5].
- Smolicz - od 1447 roku
- Smolice - 1679 rok
- Smolitz, Schmolitz - 1687 rok
- Schmolnitz (na mapie Śląska[6] z 1736 roku)
- Smolnitz - do 1936 roku
- Eichenkamp - od 1936 do 1945 roku
- Smolnica - od 1945 roku

## Części wsi
| SIMC    | Nazwa | Rodzaj    |
| ------- | ----- | --------- |
| 1001800 | Łęg   | część wsi |

## Historia

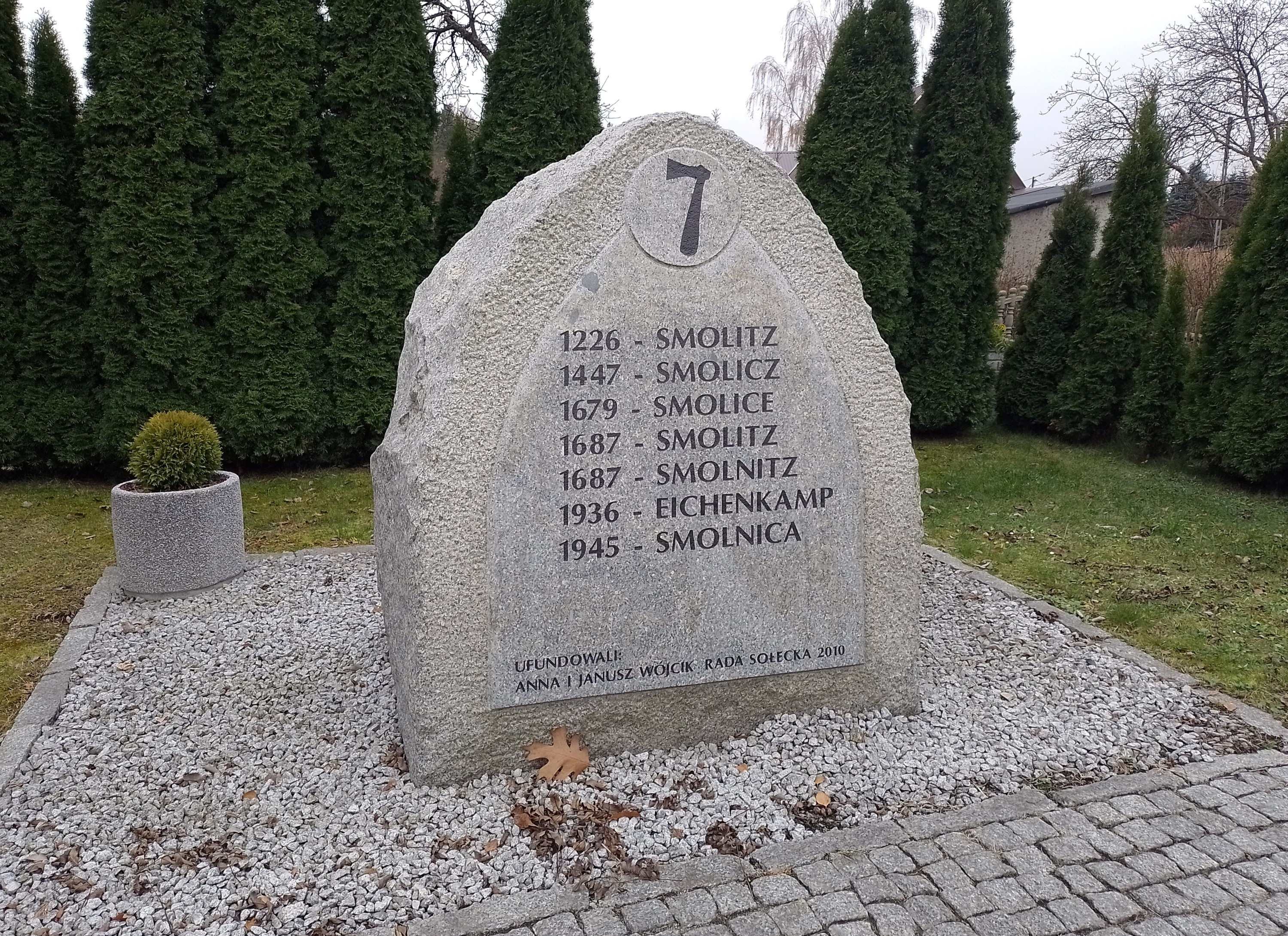
Głaz narzutowy upamiętniający zmiany nazwy wsi

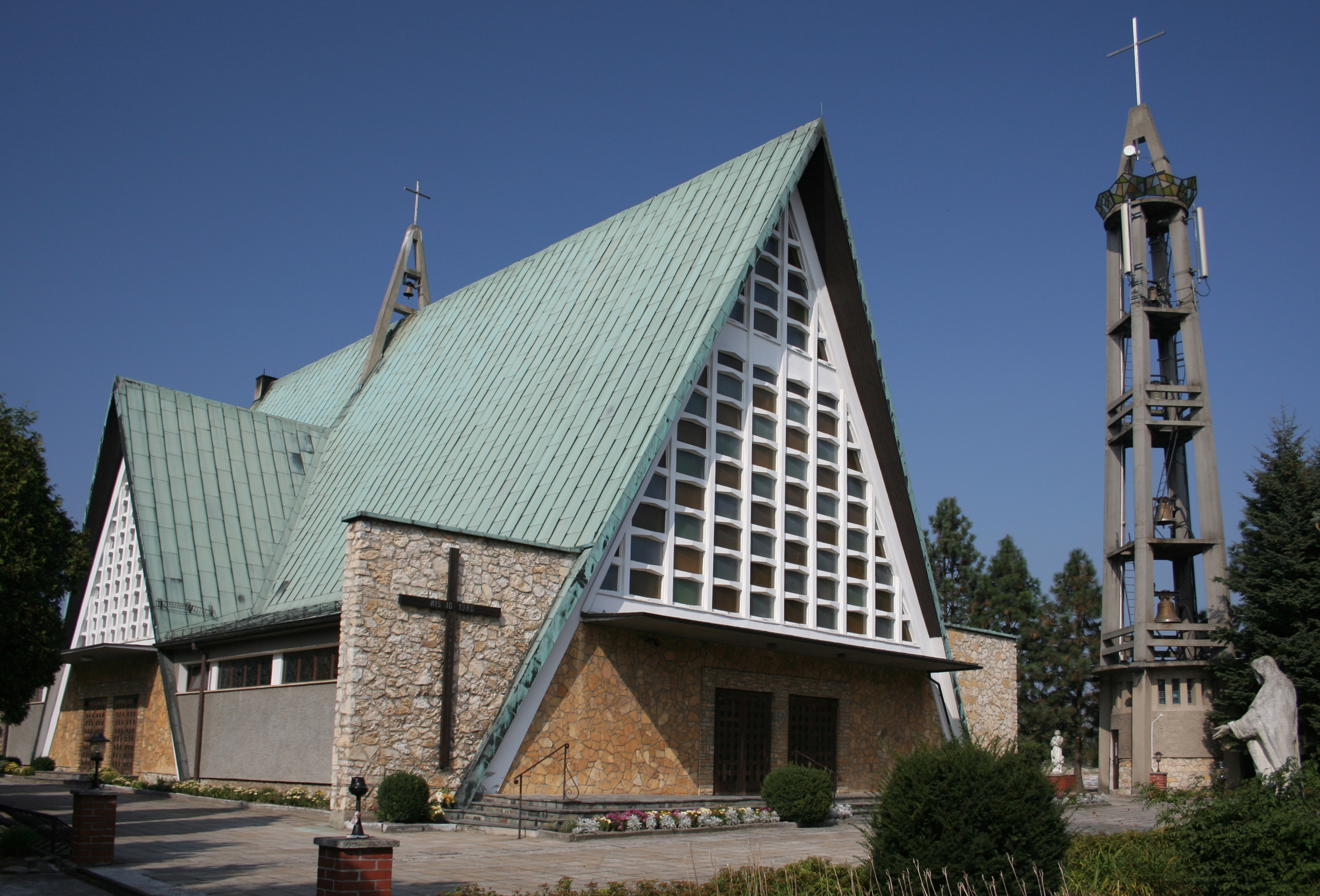
Kościół Najświętszej Maryi Panny Królowej w Smolnicy

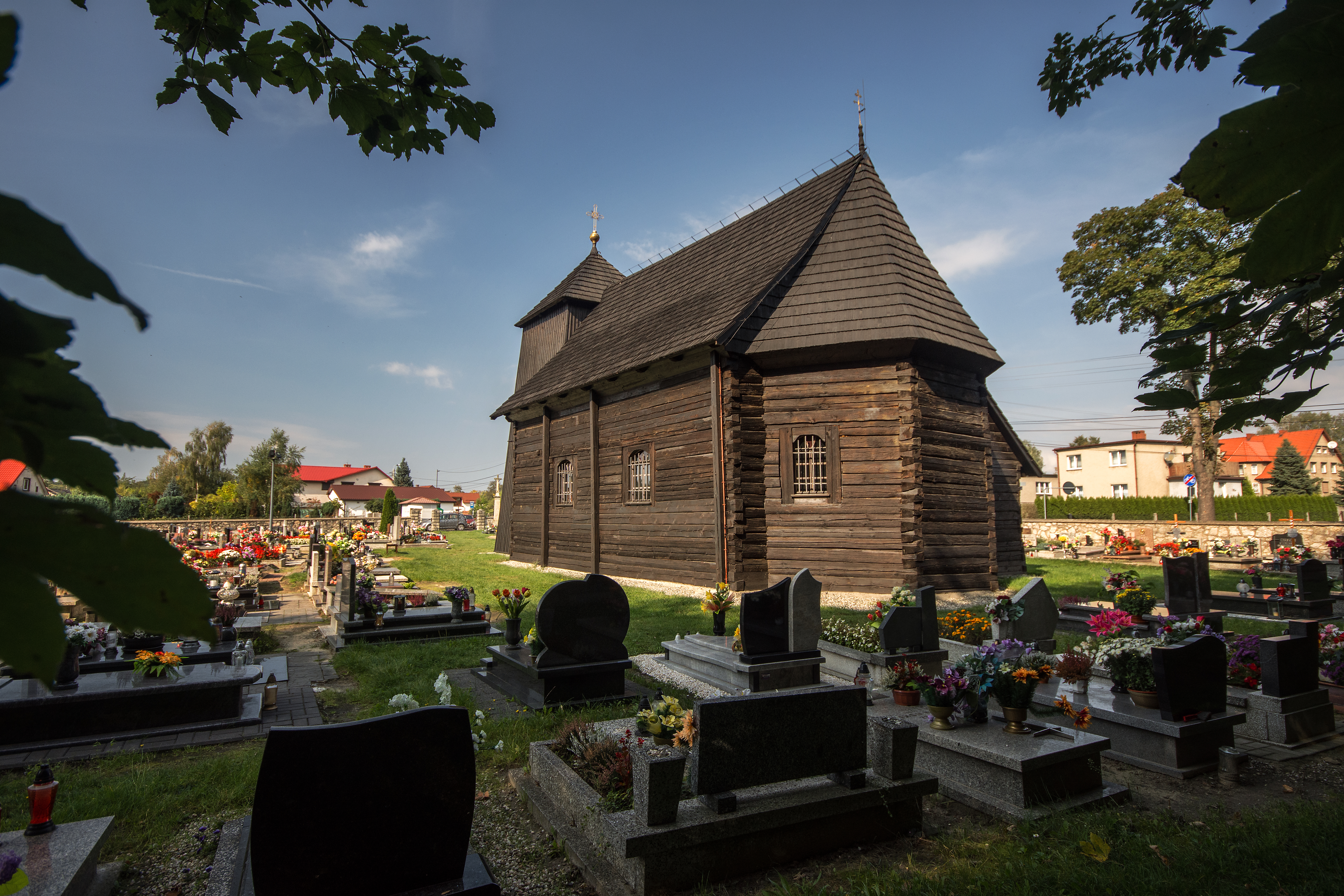
Kościół św. Bartłomieja w Smolnicy

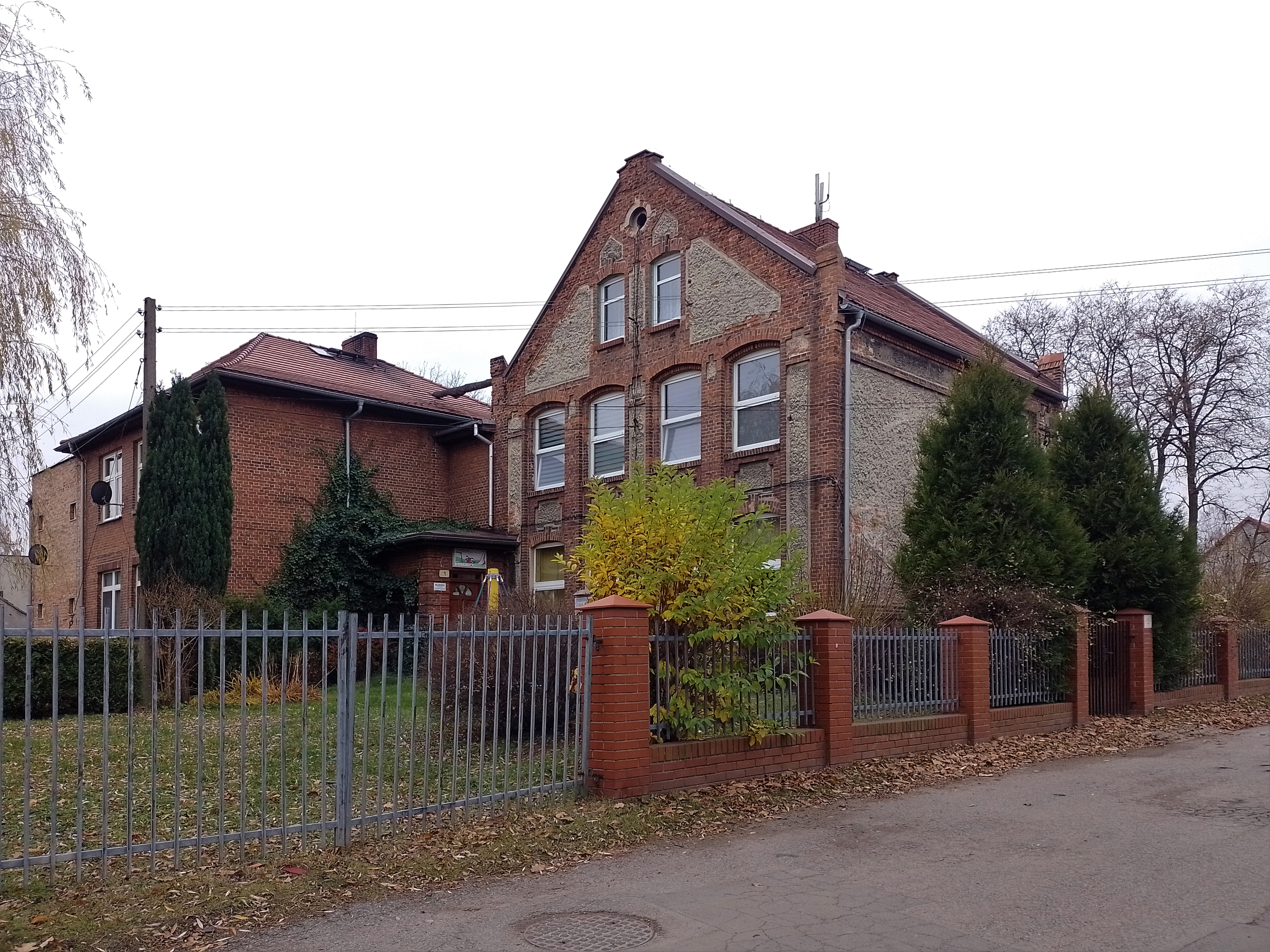
Stary budynek szkolny

Pierwsza wzmianka o wsi Smolnica pochodzi z roku 1228, a wzmianka o parafii w Smolnicy znajduje się w dokumencie Liber fundationis episcopatus Vratislaviensis napisanym prawdopodobnie w 1295 roku. Tu podano, że wieś Smolitz została założona (wtórnie?) na prawie niemieckim. Prawdopodobnie wtórna lokacja została nadana dla zachęty do osadnictwa na terenach złupionych przez najazd Mongołów. Posiadała 47 łanów ziemi.
W 1376 r. Smolnicę zarejestrowano jako samodzielną parafię w podziale biskupstwa - diecezji Wrocław, w ostatniej połowie XIV - archidiakonat Opole, archiprezbiterat Gliwice pod nr 8: Smolnitz. Smolnica figuruje jako samodzielna parafia. Tak samo w obrachunku świętopietrza z 1447 r. znowu pod nr 8 jako samodzielna parafia.
W roku 1506 właścicielem Smolnicy był niejaki Mikołaj, który wraz z całą wsią wziął pożyczkę w wysokości 15 nowych groszy czeskich, od proboszcza Sośnicowic, prawdopodobnie na rozwój wsi podupadłej w wyniku wojen husyckich lub innych klęsk.
W roku 1600 lub 1603 ewangelicy wybudowali istniejący do dzisiaj kościółek drewniany pw. św. Bartłomieja. W 1667 roku stał się kościołem filialnym parafii pilchowickiej, prawdopodobnie wcześniej Smolnica podupadła w wyniku wojny trzydziestoletniej. Lokalizacja pierwszego kościoła katolickiego nie jest znana, prawdopodobnie mógł zostać zniszczony w czasie wojny trzydziestoletniej. Z tego kościoła zachował się częściowo tryptyk z około 1470 roku, ze szkoły praskiej (obecnie w muzeum w Raciborzu). Jego kopia znajduje się nad ołtarzem w nowym kościele. W 1943 roku Smolnica ponownie stała się niezależną parafią.
Miejscowa legenda wspomina że w czasie wojny trzydziestoletniej odbyła się tu walka z wojskami szwedzkimi. Inna legenda wspomina o skarbach zakopanych przez Szwedów pod Trzema Dębami (miejsce w pobliżu hałdy między Smolnicą a Leboszowicami przy ścieżce dydaktycznej w lasach smolnickich). W tym czasie istniała tam wieś (lub przysiółek) o prawdopodobnej nazwie Kozurowka (Kocurówka). Jak wynika z miejscowych podań, mieszkali tam "Szwedzi" - prawdopodobnie dezerterzy z najemnej armii Ernsta von Mansfelda. Z podań wynika, że wieś ta wymarła na skutek degeneracji pokoleniowej, spowodowanej brakiem asymilacji osiedleńców.
W drugiej połowie XVII wieku Smolnica należała do dóbr Georga Bernharda von Welczek, kanclerza księstwa opolsko-raciborskiego. Jest on znany między innymi z powitania Jana III Sobieskiego na Śląsku, kiedy ten podążał na odsiecz Wiednia (wymieniony z tego powodu w poemacie "Pan Tadeusz" Adama Mickiewicza jako hrabia Wilczek – austriacki poseł do króla Sobieskiego; opis zachowania posła niezgodny z pełnym uznania opisem w „Kurierze wojennym”.).
Z kroniki parafialnej:
"Właścicielem wsi w latach 1715–1769 był Julius Gebhardt von Hoym, potem w latach 1769–1815 Amalia von Hohenlohe-Ingelfingen hrabina von Hoym. Potem w 1884 r. patronat objął Herzog von Ujest. W 1830 r. Smolnica należała administracyjnie pod zarząd okręgu Opole - Regierung Oppeln, do powiatu Tost-Glewitz; poczta była w Gliwicach. W tymże roku było w Smolnicy 58 domów, jeden pański folwark, 1305 mieszkańców, wszyscy katolicy. Kościół w Pilchowicach, pow. Rybnik, jedna katolicka szkoła i jeden nauczyciel, jeden młyn wodny, jedna kopalnia rudy żelaza z pięcioma szybami (5 Schachten). Pracowało w niej 17 robotników, którzy wydobywali 3216 wiader rudy żelaza. Folwark mieścił się w górnej wsi od strony wschodniej w kierunku Żernicy. Zaś w 1864 r. mieszkało tu czterech wielkich gospodarzy, dwudziestu pięciu średnio- i dziewięciu małorolnych oraz trzydziestu jeden chałupników. Znajduje się tu na cmentarzu stary, drewniany kościół, w którym poza odpustem, kiermaszem i uroczystymi pogrzebami nie ma nabożeństw. Jeden dzwon oznaczony jest rocznikiem 1603. Kościół parafialny jest w Pilchowicach. Od 1843 r. Smolnica ma własną, katolicką szkołę, do której w 1864 r. uczęszczało 130 dzieci uczonych przez jednego nauczyciela."
W latach 1937–1941 na terenie podmokłego lasku należącego do wsi Smolnica wybudowano osiedle Wilcze Gardło, które jest obecnie dzielnicą Gliwic.
W latach 1936–1945 miejscowość nosiła nazwę Eichenkamp.
W latach 1975–1979 wybudowano nowy kościół pw. Najświętszej Maryi Panny Królowej.
W 1999 roku zamknięto szkołę podstawową.

## Kościoły i kaplice
Kościoły rzymskokatolickie:
- Kościół św. Bartłomieja w Smolnicy (1600 lub 1603 rok)
- Kościół Najświętszej Maryi Panny Królowej w Smolnicy (1979 rok)

## Edukacja

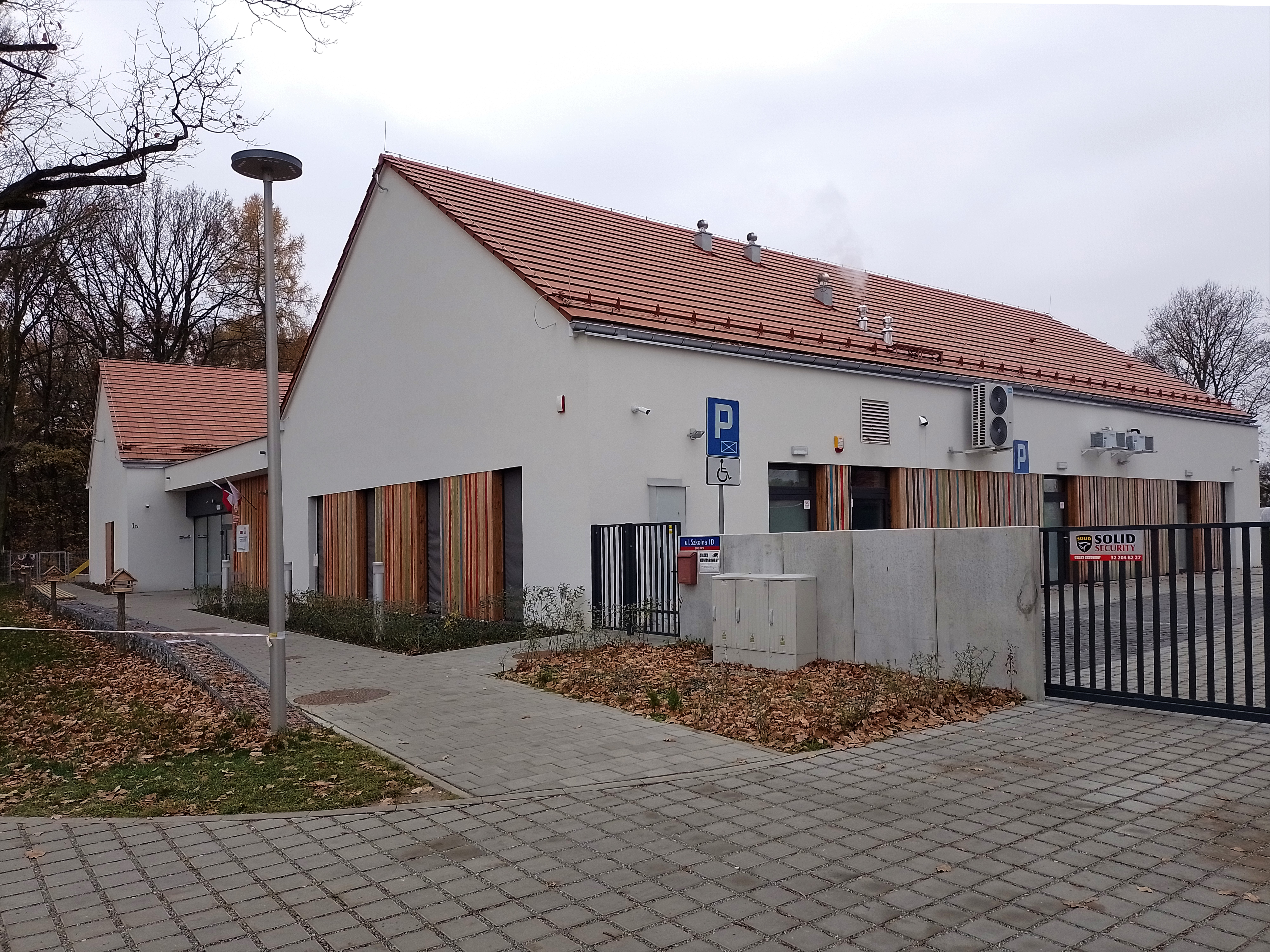
Przedszkole

Przedszkola:
- Przedszkole w Smolnicy

## Turystyka
Przez wieś przebiega szlak turystyczny:
- - Szlak Stulecia Turystyki